# Diplazium taiwanense
Diplazium taiwanense är en majbräkenväxtart som beskrevs av Motozi Tagawa.
Diplazium taiwanense ingår i släktet Diplazium och familjen Athyriaceae. Inga underarter finns listade i Catalogue of Life.